# Senne Lynen
Pour les articles homonymes, voir Lynen.
Senne Lynen, né le 19 février 1999 à Borsbeek (Anvers) en Belgique, est un footballeur belge qui joue au poste de milieu central au Werder Brême.

## Biographie

### En club

#### Formation au Club Bruges
Né à Borsbeek, Senne Lynen est rapidement repéré par un club phare du pays à savoir l'Antwerp. En 2009, il signe au KVC Westerlo puis trois saisons plus tard au Lierse SK. C'est au Club de Bruges qu'il signe son premier contrat professionnel. Toutefois, il n'arrive pas à intégrer l'équipe première.

#### SC Telstar
En janvier 2018, il est prêté au SC Telstar. Il joue son premier match le 2 février 2018 lors d'une défaite 3-2 face au FC Den Bosch, comptant pour la 23e journée de Keuken Kampioen divisie. Le 14 décembre 2018, il marque son premier but professionnel face aux Jong PSV, la réserve du PSV Eindhoven.

#### Union Saint-Gilloise
Le 1er juillet 2020, il signe en faveur de l'Union Saint-Gilloise. Il joue son premier match le 13 septembre 2020 lors d'un match nul 1-1 face au Club NXT, la réserve du Club Bruges KV, comptant pour la troisième journée de Challenger Pro League. Le 16 avril 2021, il marque son premier but sous ses nouvelles couleurs face à ce même club. Senne Lynen fait partie des joueurs participant à l'accession du club bruxellois en Jupiler Pro League lors de la saison 2020-2021. Il joue son premier match dans l'élite le 25 juillet 2021 lors d'une victoire 3-1 face au RSC Anderlecht. Lors de la saison 2022-2023, il participe avec son club à la Ligue Europa. Les Bruxellois s'inclinent en quart de finale face au Bayer Leverkusen.

## Statistiques

### En club
| Saison                | Club                  | Championnat           | Championnat | Championnat | Championnat | Coupe(s) nationale(s) | Coupe(s) nationale(s) | Coupe(s) nationale(s) | Compétition(s) continentale(s) | Compétition(s) continentale(s) | Compétition(s) continentale(s) | Compétition(s) continentale(s) | Autres compétitions | Autres compétitions | Autres compétitions | Autres compétitions | Total | Total | Total |
| Saison                | Club                  | Division              | M.          | B.          | P.d.        | M.                    | B.                    | P.d.                  | Comp.                          | M.                             | B.                             | P.d.                           | Comp.               | M.                  | B.                  | P.d.                | M.    | B.    | P.d.  |
| 2017-2018             | SC Telstar (prêt)     | Eerste Divisie        | 9           | 0           | 0           | -                     | -                     | -                     | -                              | -                              | -                              | -                              | PO                  | 2                   | 0                   | 0                   | 11    | 0     | 0     |
| 2018-2019             | SC Telstar            | Eerste Divisie        | 29          | 4           | 3           | 1                     | 0                     | 0                     | -                              | -                              | -                              | -                              | -                   | -                   | -                   | -                   | 30    | 4     | 3     |
| 2019-2020             | SC Telstar            | Eerste Divisie        | 25          | 1           | 2           | 2                     | 0                     | 0                     | -                              | -                              | -                              | -                              | -                   | -                   | -                   | -                   | 27    | 1     | 2     |
| Sous-total            | Sous-total            | Sous-total            | 63          | 5           | 5           | 3                     | 0                     | 0                     | -                              | -                              | -                              | -                              | -                   | 2                   | 0                   | 0                   | 68    | 5     | 5     |
| 2020-2021             | Union Saint-Gilloise  | Division 1B           | 20          | 1           | 1           | 2                     | 0                     | 0                     | -                              | -                              | -                              | -                              | -                   | -                   | -                   | -                   | 22    | 1     | 1     |
| 2021-2022             | Union Saint-Gilloise  | Division 1A           | 10          | 1           | 3           | -                     | -                     | -                     | -                              | -                              | -                              | -                              | -                   | -                   | -                   | -                   | 10    | 1     | 3     |
| 2022-2023             | Union Saint-Gilloise  | Division 1A           | 32          | 1           | 6           | 4                     | 0                     | 1                     | C1+C3                          | 2+10                           | 0+1                            | 0+0                            | PO1                 | 5                   | 0                   | 0                   | 53    | 2     | 7     |
| 2023-2024             | Union Saint-Gilloise  | Division 1A           | 2           | 0           | 0           | -                     | -                     | -                     | -                              | -                              | -                              | -                              | -                   | -                   | -                   | -                   | 2     | 0     | 0     |
| Sous-total            | Sous-total            | Sous-total            | 64          | 3           | 10          | 6                     | 0                     | 1                     | -                              | 12                             | 1                              | 0                              | -                   | 5                   | 0                   | 0                   | 87    | 4     | 11    |
| 2023-2024             | Werder Brême          | Bundesliga            | 31          | 0           | 3           | 0                     | 0                     | 0                     | -                              | -                              | -                              | -                              | -                   | -                   | -                   | -                   | 31    | 0     | 3     |
| 2024-2025             | Werder Brême          | Bundesliga            | 32          | 0           | 1           | 4                     | 0                     | 0                     | -                              | -                              | -                              | -                              | -                   | -                   | -                   | -                   | 36    | 0     | 1     |
| 2025-2026             | Werder Brême          | Bundesliga            | -           | -           | -           | 1                     | 0                     | 0                     | -                              | -                              | -                              | -                              | -                   | -                   | -                   | -                   | 1     | 0     | 0     |
| Sous-total            | Sous-total            | Sous-total            | 63          | 0           | 4           | 5                     | 0                     | 0                     | -                              | -                              | -                              | -                              | -                   | -                   | -                   | -                   | 68    | 0     | 4     |
| Total sur la carrière | Total sur la carrière | Total sur la carrière | 190         | 8           | 19          | 14                    | 0                     | 1                     | -                              | 12                             | 1                              | 0                              | -                   | 7                   | 0                   | 0                   | 223   | 9     | 20    |